# ناحیه لوبومبو
ناحیه لوبومبو (به لاتین: Lubombo Region) یک منطقهٔ مسکونی است که در اسواتینی واقع شده‌است. ناحیه لوبومبو ۵٬۸۴۹٫۱۱ کیلومتر مربع مساحت و ۲۱۲٬۵۳۱ نفر جمعیت دارد.